# Спиричуэлс
Спи́ричуэлс, cпиричуэл (англ. Spirituals, Spiritual music) — духовные песни афроамериканцев-протестантов. Как жанр спиричуэлс оформился к 60–70 годам XIX века в США в качестве модифицированных невольнических песен афроамериканцев американского Юга (в те годы употреблялся термин «джубилиз»).

## История
Источником негритянских спиричуэлс являются духовные гимны, завезённые в Северную Америку белыми переселенцами.
Европейские эмигранты шотландско-гэльского происхождения привезли с собой традицию исполнения риспонс (от англ. response — «ответ») — хоровых песнопений, присущих методистской церкви.
Эта вокальная форма передалась негритянским спиричуэлистам во многом благодаря произведению английского проповедника Исаака Уоттса, издание 1820 года которого было очень популярно на юге Соединённых Штатов Америки.
Тематику спиричуэлс составляли библейские ветхозаветные сюжеты, особенно связанные с темой освобождения (Моисей, Даниил). Часто использовались картины из Книги Откровения. Песни приспосабливались к конкретным условиям повседневной жизни и быта афроамериканцев и подвергались фольклорной обработке.

## Стилистические особенности
Спиричуэлс сочетают в себе характерные элементы африканских исполнительских традиций (коллективная импровизация, характерная ритмика с ярко выраженной полиритмией, глиссандовые звучания, нетемперированные аккорды, особая эмоциональность) со стилистическими чертами американских пуританских гимнов, возникших на англо-кельтской основе. Спиричуэлс имеют вопросо-ответную (респонсорную) структуру в диалоге проповедника с прихожанами: проповедник, исполняя вокальную партию, «вопрошает» паству; паства, в свою очередь, хором «отвечает» проповеднику также вокальной партией     (сall and response, по-русски «призыв и ответ»). Зачастую, пение сопровождалось хлопаньем в ладоши, топаньем, реже — танцами.
Спиричуэлс значительно повлияли на зарождение, формирование и развитие джаза. Многие из них используются джазовыми музыкантами в качестве тем для импровизации.

### На английском языке
- Baraka, Amiri (1999). Blues People: Negro Music in White America. Harper Perennial, 256 pages. ISBN 978-0-6881-8474-2
- Bauch, Marc A. (2013). Extending the Canon: Thomas Wentworth Higginson and African-American Spirituals. Munich, Germany.
- Caldwell, Hansonia L. (1996). African American music: a chronology: 1619–1995. Los Angeles, California: Ikoro Communications. 444 pages. ISBN 978-0-9650-4410-3
- Caldwell, Hansonia L. (2003). African American music, spirituals: the fundamental communal music of Black Americans. Culver City, California: Ikoro Communications. 264 pages. ISBN 978-0-9650-4415-8